# Böses Denken
Böses Denken ist ein 2016 erschienener Essay aus dem Bereich Philosophie der deutschen Philosophin, Historikerin und Autorin Bettina Stangneth.

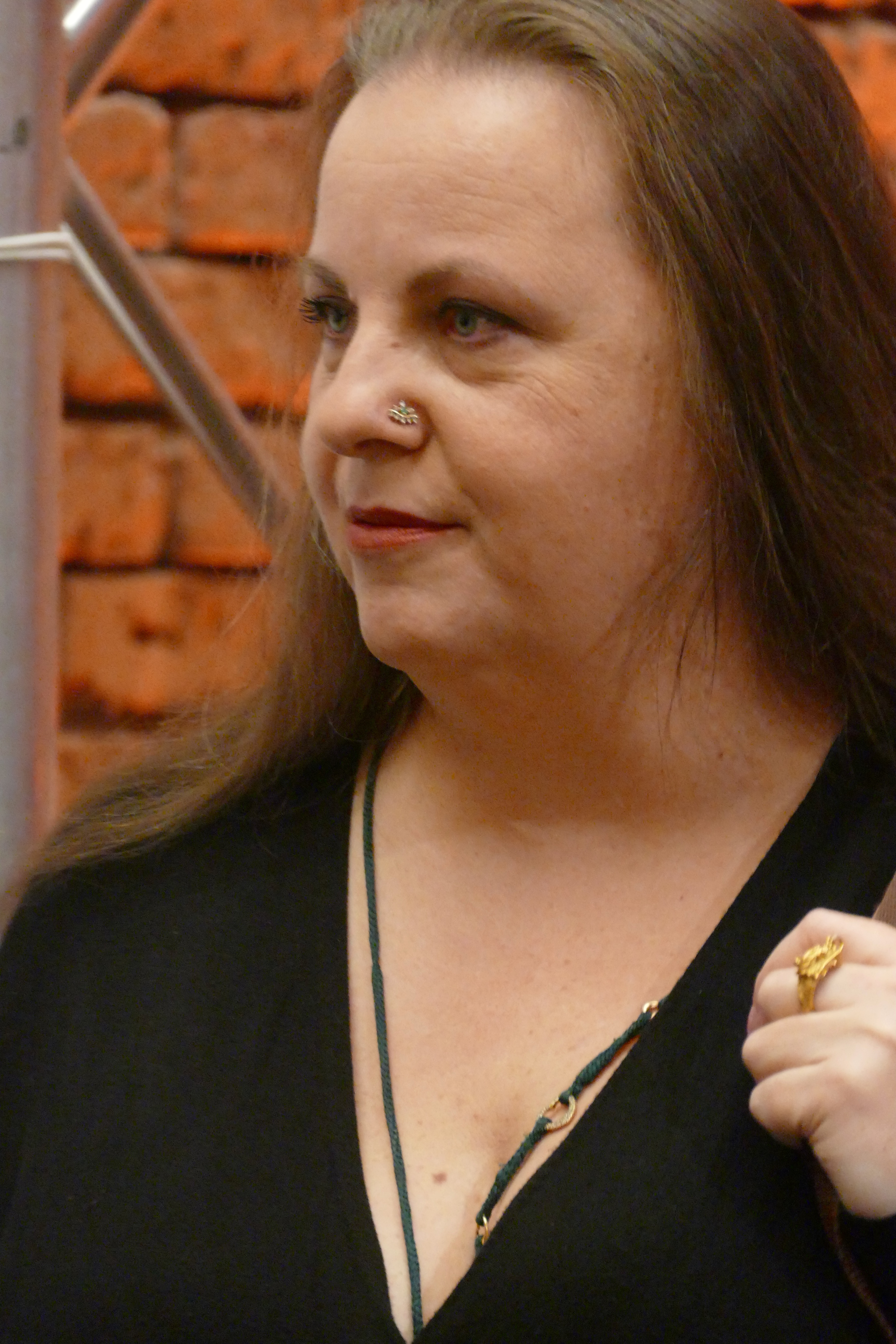
Bettina Stangneth bei der Preisverleihung zum Bayerischen Buchpreis 2016, für den "Böses Denken" nominiert war.

## Aufbau und Inhalt
Das Buch ist als vierteiliger Essay angelegt. Jedes Kapitel ist in mehrere Unterkapitel gegliedert, denen jeweils ein Zitat aus einem wissenschaftlichen oder literarischen Werk vorangestellt ist. Statt der bei wissenschaftlichen Werken üblichen Anmerkungen
folgen am Ende „sehr persönliche Empfehlungen zum Weiterlesen“, verbunden mit dem Angebot der Autorin, auf Fragen nach konkreten Fundstellen zu antworten.
Das Werk propagiert „eine ethikbasierte, faktengeleitete Vernunft, die mit den Entwicklungen des 21. Jahrhunderts Schritt hält.“ Im Zentrum steht die Frage, was gut und was böse sei. Dies ist vor dem Hintergrund der geschichtlichen Entwicklung zu sehen: Angesichts des Zustandes der Welt in der Gegenwart habe die große Hoffnung der Aufklärung, dass der Mensch durch mündiges Denken zu sich selbst und zur Moral komme, ihre Unschuld verloren.

### Ja! Aber... Oder: Das radikal Böse (Immanuel Kant, 1792)
Stangneth setzt an den Anfang ihrer Überlegungen einen Satz von Immanuel Kant: Der  Mensch sei „radikal böse“ (von lateinisch radix=die Wurzel, also von der Wurzel her), von Natur aus böse, und dieses Böse müsse daher „auch am besten Menschen“ vorausgesetzt werden.
Zunächst arbeitet Stangneth heraus, was als Grundlage für moralisches Handeln gelten könne.
Wissen komme nicht in Frage, denn der Inhalt des Denkens sei begrenzt und mache den Menschen weder gut noch frei, denn Wissen reiche niemals aus, uns im Einzelfall zu zeigen, was wir tun sollen. Doch der Mensch könne sich nicht nur auf den Inhalt des Denkens konzentrieren, sondern auch auf die Form, und diese, so Kant, sei eindeutig: Unseren Sinn für Stimmigkeit und Unstimmigkeit nennt Kant Vernunft. Sie sei der Maßstab, der feste Punkt, von dem aus der Mensch verantwortungsbewusst handeln könne. Als Maßstab dafür könne der Kategorischer Imperativ gelten: „Handle so, dass du die Menschheit, sowohl in deiner Person als in der Person jedes anderen, jederzeit zugleich als Zweck, niemals bloß als Mittel brauchst.“
Danach untersucht Bettina Stangneth, warum der Mensch seinen eigenen moralischen Anspruch ständig unterlaufe. Kant sage hierzu, der Mensch als freies Wesen sei sich „des moralischen Gesetzes bewusst und hat doch die gelegentliche Abweichung von demselben in seine Maxime aufgenommen.“ Das radikal Böse bestehe darin, zwar eine moralische Anlage zu haben, aber dennoch, wenn es um das eigene Handeln gehe, Distanz zu ihr zu wahren. Den bewussten Umgang mit der moralischen Anlage müsse der Mensch also erst erlernen.
Mit Kant unterscheidet Bettina Stangneth drei Stufen der Erklärung für die Inkonsequenz, die beim unmoralischen Handeln wider besseres Wissen entsteht:
- Man behauptet, zwar gewusst zu haben, was verantwortungsvolles Wissen in der entsprechenden Situation gewesen wäre, aber man sei zu schwach dafür gewesen.
- Man behauptet, die eigene Handlung habe halbwegs dem entsprochen, was man für moralisch halte; die Motive seien von untergeordneter Bedeutung.
- Man gebe zu, die Stimme der Vernunft bewusst nicht so ernst genommen zu haben wie andere Triebfedern.

Auf Vernunftmangel oder emotionale Defizite lasse sich das Böse nicht schieben. Weder können wir Terrorbanden, Folterer, zynische Abzock-Betrügerfirmen oder Leute, die im Internet Hassbotschaften verschicken, für dumm erklären, noch fehlt es solchen Akteuren an Einfühlungsvermögen. Im Gegenteil, sie kennen die Schwächen ihrer Opfer sogar sehr genau. Überhaupt läuft Ursachenforschung leer. Wer mit der Lupe nach Infektionsstellen fürs Vorwerfbare, nach Bosheitsquellen sucht, wird nichts finden. Keineswegs führt jede schwere Kindheit in Straftaten, und auch wohlversorgte Menschen können skrupellos handeln.

### Wenn ich das gewusst hätte... Oder: Die Banalität des Bösen (Hannah Arendt, 1963)
Kant, so Stangneth, hatte gefragt, wie es möglich ist, dass wir wissentlich etwas Böses tun. Hannah Arendt dagegen suchte angesichts der Verbrechen der Nationalsozialisten nach Erklärungen dafür, „wie es möglich ist, unwissentlich etwas Böses zu tun.“ Ihre Antwort: Der gedankenlose Täter suche „strenggenommen gar nicht die Ebene, auf der ihm hätte bewusst werden können, dass er etwas falsch macht“. Das Böse, das auf diese Weise möglich werde, gründe im „Nicht-Denken, also in einem Zustand, der diesen Menschen in der Überzeugung belässt, das eigene Handeln sei alternativlos“. Die Gründe für das eigene Handeln seien banal, weil ein krasses Missverhältnis zwischen Handlungsmotiv und Tat bestehe. So entstehe die Banalität des Bösen.
Stangneth stelle die Verbindung vom Täter im Nationalsozialismus zu dschihadistischer Radikalisierung und Internethass her: „Menschen neigen dazu, sich unwesentliche Fragen zu stellen und sich so hingebungsvoll mit banalem Zeug zu beschäftigen, dass Moral gar nicht mehr in den Blick kommt.“

### Das wird man doch wohl noch denken dürfen! Oder: Das akademische Böse
Es sei jedoch nicht nur mit dem Bösen aus Bequemlichkeit oder Inkonsequenz zu rechnen, wie Kant es beschrieben hatte, sondern auch mit einem „akademischen Bösen“. Darunter versteht Bettina Stangneth das Böse, „das aus dem systematischen Denken selbst“ stamme und uns als „mündige gebildete Menschen“ anspreche. Dieses kenne mehrere Stufen:
- die Illusion, „man könne sich aus allem heraushalten und dennoch zu allem etwas sagen“[Pos 18], das Verbergen von Wissen und Engagement hinter Masken.[Pos 19]
- In der Beliebigkeit von Weltdeutungen, in der Fremdenfeindlichkeit und im Ruf nach einem starken, abgeschotteten Staat sieht Bettina Stangneth Abwandlungen der Eichmann-Ausflucht, jeder habe eben auf seine Weise recht.[1][Pos 20]
- „Denken ist nicht wie Stolpern“, so formuliert die Autorin: Wir tragen die Verantwortung dafür, dass wir einer bestimmten Denkungsart folgen und unser Handeln von ihr bestimmen lassen.[Pos 21] Jede Erwartung an die Möglichkeit von Wissenschaft und Moral überhaupt sei sinnlos ohne die Vorstellung, alle Menschen seien vor der Vernunft faktisch gleich.[Pos 22] Daher müssten Theoretiker ihre Verantwortung für das Handeln anderer Menschen, das aus einer bestimmten Denkungsart folgt, anerkennen.[2]
- Die Fixierung aufs Ich kenne in ihren Extremformen nur noch zwei Ideale der Selbstvollendung: den „Selbstoptimierungswahn“ und das Selbstmordattentat.[Pos 23] Wenn sich das Individuum anstelle der Vernunft selbst als Maßstab setze, gehe die Forderung verloren, jederzeit so zu handeln, dass sich die eigene Entscheidung auch jedem anderen Menschen als richtig darlegen ließe.[Pos 24]

Denken allein, so Bettina Stangneth, genüge nicht; erforderlich sei ein vernünftiges Denken, das zugleich auch ethisches und informiertes Denken sei.

### Von der Moral
Abschließend fasst Bettina Stangneth die zentralen Begriffe des Buches zusammen: Moral sei „der Ausdruck der Hoffnung, dass unsere Welt besser werden kann, als sie ist, und der Wille herauszufinden, wie man die Welt ändert, ohne alles noch schlimmer zu machen. Aufklärung [sei] die Forderung an jeden Einzelnen, bei genau dem anzufangen, was er selber ändern kann... Und Vernunft [sei] nichts anderes als das tauglichste Mittel, das wir kennen,um der Unvernunft und all unseren anderen faszinierenden Talenten und Neigungen den größtmöglichen Raum zu eröffnen, in dem sie sich entfalten können, ohne einen Schaden anzurichten, der nicht wiedergutzumachen ist.“

## Stil
Um den Lesern die Rezeption zu erleichtern, benutzt Stangneth in ihrem Text auch Beispiele aus dem Alltag und spricht ihre Leser im Stil einer populären Vorlesung direkt an. So wird die Schlusspassage des Buches mit dem Satz eingeleitet: „Da Sie mich bis ans Ende dieses Denkweges so treu begleitet haben, können Sie es längst ohne mich.“ Bettina Stangneth verwendet auch das Personalpronomen ich und wird damit als Person wahrnehmbar: „Was ist für Sie rot? Eine bloße Farbe? – Für mich ist Rot der Lippenstift meiner Nachbarin...“

## Rezeption
Eine ganze Reihe von Rezensenten sahen Bettina Stangneths Ziel, die Leser zum Nachdenken zu bringen, als erfüllt an.
Petra Gehring lobte das Buch in der FAZ: Es sei „glänzend geschrieben“ und provoziere „mit Witz wie bitterem Ernst“. Es lege „Vernunft auf die Maxime einer umfassenden Stimmigkeit, die es stets zu prüfen gälte, fest[...]“ und löse damit zwar nicht alle angesprochenen Probleme, zwinge aber Fachleute und Laien gleichermaßen, „in jene Abgründe hineinzublicken, die der Programmbegriff Aufklärung zu überbrücken sucht“. Wolfram Schütte lobte, die Autorin wende die Sokratische Methode an, was „nicht unwesentlich den sympathischen Charme von Bettina Stangneths Überlegungen“ ausmache.
Caroline Fetscher kritisierte Bettina Stangneths Skepsis gegenüber den Wissenschaften Soziologie, Pädagogik, Psychologie und Psychoanalyse, die zu einem Verzicht auf einen lohnenden interdisziplinären Dialog führten.
Stangneth übersehe, „dass weder Freud noch dessen akademische Nachkommen Moral verwerfen, wenn sie Ursachen für Handlungen suchen, und dabei Träume, Fantasien, Traumata von Individuen oder Gruppen konsultieren.“ Es fehlten notwendige Verknüpfungen zur Psychologie, denn eine „reine Vernunft, ohne das Einbeziehen des Anderen, des Unbewussten, kann es beim heutigen Stand der Aufklärung nicht mehr geben“.
Caroline Fetscher warf Bettina Stangneth auch mangelnde begriffliche Schärfe vor. So sei Stangneths Behauptung, Empathie sei die notwendige Bedingung des Sadismus, ein Irrtum. Psychopathen, gerade Sadisten, zeigten keine echte Empathie, sondern eine „typische Mischung aus hyperwacher Paranoia und einem früh erlernten, kognitiv erntenden Belauern der Psyche des Gegenübers“. Caroline Rehner bemerkte in der Zeit, Stangneths permanente Seitenhiebe zu bösen Denkweisen heute wirkten wenig überzeugend.

## Auszeichnungen
- 2016 Nominierung für den Bayerischen Buchpreis in der Kategorie Sachbuch

### Ausgaben
- Bettina Stangneth: Böses Denken. Originalausgabe. Rowohlt Hamburg, 2016, ISBN 978-3498061586.
- Bettina Stangneth: Böses Denken. ePUB, Rowohlt E-Book Hamburg, 2016, EAN 9783644052611.

### Rezensionen und andere Sekundärquellen (Auswahl)
- Anselm Bühling: Gefährliches Denken – tell. In: tell-review.de. 31. August 2016, abgerufen am 27. November 2016.
- Carolin Emcke: Kolumne – Böses. In: sueddeutsche.de. 10. Juni 2016, abgerufen am 27. November 2016.
- Caroline Fetscher: Bettina Stangneth: Böses Denken: Der Mensch ist böse - Kultur - Tagesspiegel. In: tagesspiegel.de. 5. Juni 2016, abgerufen am 27. November 2016.
- Michael Girke: Interview - „Es sind unsere Kinder“. In: freitag.de. 5. August 2016, abgerufen am 27. November 2016.
- Oliver vom Hove: Die Systeme des Bösen - Wiener Zeitung Online. In: wienerzeitung.at. 18. September 2016, abgerufen am 27. November 2016.
- Alfred Pfabigan: Das radikal Böse und das banal Böse. In: diepresse.com. 8. Juli 2016, abgerufen am 27. November 2016.
- Alan Posener: Das Böse: Die Philosophin Bettina Stangneth erklärt das Denken wider die Vernunft - WELT. In: welt.de. 23. Mai 2016, abgerufen am 27. November 2016.
- Caroline Rehner: Bettina Stangneth: Etwas mehr Moral, bitte! In: zeit.de. 13. Oktober 2016, abgerufen am 27. November 2016.
- Dagmar Schwermer: Denkfehler: Philosophin Bettina Stangneth über "Böses Denken" – BR.de. In: br.de. 18. Juni 2016, abgerufen am 27. November 2016.
- SWR2 Die Buchkritik. Bettina Stangneth: Böses Denken (PDF-Datei)
- Bettina Stangneth im Gespräch. In: www1.wdr.de. 8. Oktober 1981, abgerufen am 27. November 2016.

## Zitierte Ausgabe
- Bettina Stangneth: Böses Denken. Originalausgabe. Rowohlt Hamburg, 2016, ISBN 978-3498061586.

1. ↑  S. 248–251.
2. ↑  S. 21.
3. ↑  S. 56.
4. ↑  S. 29 ff.
5. ↑  S. 37.
6. ↑  S. 41.
7. ↑  S. 42.
8. ↑  S. 51.
9. ↑  S. 53.
10. ↑  S. 54.
11. ↑  S. 54–56.
12. ↑  S. 95.
13. ↑  S. 95.
14. ↑  S. 95.
15. ↑  S. 95.
16. ↑  S. 146.
17. ↑  S. 146.
18. ↑  S. 156.
19. ↑  S. 159.
20. ↑  S. 185.
21. ↑  S. 206.
22. ↑  S. 207.
23. ↑  S. 167–168.
24. ↑  S. 167.
25. ↑  S. 246.
26. ↑  S. 245.
27. ↑  S. 30.